# TUI Airlines Netherlands
TUI Airlines Netherlands (в прошлом известная как «Arkefly» или просто «Arke») — нидерландская авиакомпания, базирующаяся в амстердамском аэропорту Схипхол. Является чартерным перевозчиком голландского подразделения TUI. Она выполняет как регулярные, так и чартерные авиаперевозки; однако, большинство чартерных рейсов выполняется для нидepландского туроператора «Arke». Пункты назначения находятся в Средиземноморье, на побережье Красного моря, Карибского бассейна, Канарских островах, Скандинавии, Африки, Азии, Бразилии и Нидерландских Антильских островов.

## История
TUI Airlines Netherlands берёт своё происхождение от авиакомпании Air Holland, основанной в 1981 году. После финансовых затруднений Air Holland была приобретена группой Exel Aviation Group и начала работу как HollandExel в марте 2004 года. В мае 2005 года Exel Aviation Group была объявлена банкротом. TUI Group забрала себе авиационный актив банкрота и переименовала его в Arkefly. Сейчас авиакомпанией полностью владеет TUI Group. Её название было основано на названии крупнейшего нидерландского туроператора «Arke», который также является частью TUI Group. В сентябре 2005 года новообразованная авиакомпания выполнила первый рейс.
Рейсы на Кюрасао (Нидерландские Антильские острова) начались 15 июля 2004 года под брендом DutchCaribbeanExel, — изначально, частью Exel Aviation Group, но позже они были взяты, вместе с родительской компанией HollandExel, группой TUI Nederland, и переименованы в «Arkefly Curaçao». Arkefly начала еженедельные полёты на Синт-Маартен из Амстердама 2 декабря 2007 года, но в ноябре 2008 года прекратила эти полёты. TUI Nederland отмечает, что эти полёты могут быть возобновлены при увеличении туристического потока в этом направлении.
В октябре 2013 года авиакомпания «Arkefly» сократила своё торговое название до «Arke», чтобы отразить связь с одноимённым туроператором.
13 мая 2015 года TUI Group объявила, что за три года все их пять дочерних авиакомпаний будут переименованы в TUI, сохраняя при этом собственные сертификаты эксплуатанта. «Arke» стала первой переименованной компанией 1 октября того же года.

## Флот
По состоянию на август 2016 года, флот TUI Airlines Netherlands состоит из следующих самолётов:
| Самолёт                 | Всего | Заказано | Примечания |
| ----------------------- | ----- | -------- | ---------- |
| Boeing 737-800          | 7     | 0        |            |
| Boeing 767-300          | 1     | 0        |            |
| Boeing 787-8 Dreamliner | 3     | 0        |            |

Средний возраст самолётов флота — 8,8 лет.